# Nuctenea silvicultrix
Nuctenea silvicutrix là một loài nhện trong họ Araneidae. Deze soort phân bố ở miền Cổ bắc.
Het vrouwtje wordt 6 tot 9 mm groot, het mannetje wordt 5 tot 6 mm. Deze soort is makkelijk van de platte wielwebspin te onderscheiden doordat de zijkant van het achterlijf geelgrijs van kleur is.
Bản mẫu:Bron